# 威廉·梅克比斯·薩克萊
威廉·梅克比斯·薩克萊（William Makepeace Thackeray，1811年7月18日—1863年12月24日）是一位與狄更斯齊名的維多利亞時代的英國小說家。最著名的作品是《浮華世界》，此外還有《潘丹尼斯》等等。

## 生平
薩克萊是李奇蒙·薩克萊（Richmond Thackeray，1781年9月1日-1815年9月13日）的長子，1811年7月11日在印度的加爾各答出生。父親是不列顛東印度公司的員工。母親安妮·貝契爾（Anne Becher，1792年-1864年），是約翰·哈曼·貝契爾（John Harman Becher）與海麗葉特·貝契爾（Harriet Becher）的二女兒，安妮原本和亨利·卡麥可·史密斯（Henry Carmichael Smyth）是一對戀人，可是因為周圍人們的反對而將安妮送往印度，在那裡她與李奇蒙認識而結婚。不過在那之後卻偶然與卡麥可·史密斯再次相遇，在李奇蒙死後5年，薩克萊的母親安妮改嫁於卡麥可·史密斯。
1816年，5歲的時候，與繼父卡麥可·史密斯一起離開印度回到英國。薩克萊由外婆撫養。母親回國後薩克萊進入了查特豪斯學校（Charterhouse School）就學，認識了知交約翰·李區（John Leech，1817年8月29日-1864年10月29日）。1829年，進入劍橋大學的三一學院就學，一方面將自己的詩詞投稿，另一方面熱衷於賭博。自大學輟學後，在毆洲大陸各地旅居，過著自由奔放的生活，在這段日子裡結識約翰·沃爾夫岡·馮·歌德。薩克萊使用父親的遺產做投資、發行週刊雜誌，還想成為獨立的畫家，可是都宣告失敗。加上投資的印度銀行代理公司破產，父親遺產也全數失去。
1836年，與伊莎貝拉·蓋辛·蕭（Isabella Gethin Shawe，1816年-1893年）結婚，她是馬修·蕭（Matthew Shawe）的二女兒。薩克萊與伊莎貝拉共有3個女兒，長女安妮·伊莎貝拉·薩克萊·瑞奇（Anne Isabella Thackeray Ritchie，1837年-1919年），二女兒珍·薩克萊（Jane Thackeray），但只出生8個月就夭折了，小女兒海麗葉特·瑪麗安·薩克萊（Harriet Marian Thackeray，1840年-1875年）。
1843年發表了《愛爾蘭小品集》，1846年發表《庸人之書》，但是在1848年發表《浮華世界》時，他的作家才能才受到肯定，與查爾斯·狄更斯並稱。1848年~1850年發表《潘丹尼斯》，1852年發表歷史小說《亨利·艾斯蒙》，1853年~1855年發表《紐康家》。
1863年12月24日，在寫《丹尼斯·杜瓦爾》的時候過世，享年52歲。他下葬於倫敦的肯薩爾園公墓。1864年《丹尼斯·杜瓦爾》發表。

## 主要作品
- 1838年-1839年：《馬伕精粹語錄》（Yellowplush Papers）
- 1839年：《凱薩琳》（Catherine）
- 1840年：《水手日記》（Cox's Diary）
- 1840年：《悲慘華麗的故事》（A Shabby Genteel Story）
- 1840年：《巴黎小品集》（Paris Sketch Book）
- 1841年：《霍格蒂家的大鑽石》（The Great Hoggarty Diamond）
- 1843年：《費茲·布德爾·佩珀斯》（Fitz-Boodle Papers）
- 1843年：《愛爾蘭小品集》（The Irish Sketch Book）
- 1844年：《亂世兒女》，原名【貝瑞·林登】（Barry Lyndon）
- 1846年：《庸人之書》（The Book of Snobs）
- 1846年：《珀金斯夫人的舞會》（Mrs. Perkins's Ball）
- 1847年：《我的家園》（Our Town）
- 1847年-1848年：《浮華世界》（Vanity Fair）
- 1848年：《柏奇醫生與他的年輕朋友》（Dr. Birch and His Young Friends）
- 1848年-1850年：《潘丹尼斯》（Pendennis）
- 1850年：《麗貝卡與羅薇娜》（Rebecca and Rowena）
- 1850年：《萊茵河的齊克柏里家》（The Kickleburys on the Rhine）
- 1852年：《亨利·艾斯蒙》（The History of Henry Esmond）
- 1852年：《男人的妻子們》（Men's Wives）
- 1853年-1855年：《紐康家》（The Newcomes）
- 1855年：《玫瑰與戒指》（The Rose and the Ring）
- 1857年-1859年：《維吉尼亞的人們》（The Virginians）
- 1862年：《菲利浦的冒險》（The Adventures of Philip）
- 1864年：《丹尼斯·杜瓦爾》（Denis Duval）【死後出版】

## 相關
- 安妮·伊莎貝拉·薩克萊·瑞奇
- 亂世兒女，被史坦利·庫布里克1975年改編成電影

## 外部連結
- 威廉·梅克比斯·薩克萊作品的电子书格式  - Standard Ebooks
- 威廉·梅克比斯·薩克萊的作品  - 古騰堡計劃
- 互联网档案馆中威廉·梅克比斯·薩克萊的作品或与之相关的作品
- 來自威廉·梅克比斯·薩克萊的LibriVox公共領域有聲讀物
- Works by Thackeray （页面存档备份，存于） at eBooks @ Adelaide （页面存档备份，存于）
- Works by William Thackeray （页面存档备份，存于） at Poeticous （页面存档备份，存于）
- PSU's Electronic Classics Series William Makepeace Thackeray site （页面存档备份，存于）
- On Charity and Humor （页面存档备份，存于）, discourse on behalf of a charitable organisation
- Pegasus in Harness: Victorian Publishing and W. M. Thackeray by Peter L. Shillingsburg （页面存档备份，存于）
- "Bluebeard's Ghost" by W. M. Thackeray (1843) （页面存档备份，存于）
- "The Adventures of Thackeray on his way through the World: An online exhibition at the Houghton Library
- Archival material at 利兹大学图书馆
- William Makepeace Thackeray在国会图书馆管理局的纪录，有484条目录ue纪录
- William Makepeace Thackeray Collection. General Collection, Beinecke Rare Book and Manuscript Library, Yale University
- Poems by William Makepeace Thackeray （页面存档备份，存于） at English Poetry （页面存档备份，存于）